# Nate Marquardt
Nathan Joel Marquardt, född 20 april 1979, är en amerikansk MMA-utövare som tävlar i organisationen Strikeforce:s welterviktsdivision. Marquardt är sjufaldig King of Pancrase. Han har vunnit fler än 30 professionella MMA-matcher och bland andra besegrat Jeremy Horn, Martin Kampmann och Demian Maia.

## Biografi
Som tonåring började Marquardt träna Brasiliansk jiu-jitsu och kickboxning inspirerad av Royce Gracies medverkan i de första Ultimate Fighting Championship-turneringarna. 1999 vann han turneringen Bas Rutten Invitational 4 där vinnaren skulle få ett kontrakt med UFC. När han inte blev erbjuden ett kontrakt började han tävla i den japanska organisationen Pancrase istället. I Pancrase vann han titeln som mästare i mellanviktsklassen tre gånger och försvarade titeln ytterligare fyra gånger. Han är den enda sjufaldiga mästaren i Pancrase historia.
Sommaren 2005 gick han sin första match i UFC mot Ivan Salaverry som han besegrade på poäng. Den 7 juli 2007 på UFC 73 förlorade han en titelmatch mot den regerande mästaren Anderson Silva. Matchen var hans 34:e professionella MMA-match och förlusten var hans första och hittills enda i karriären via knockout. På UFC 85, den 7 juni 2008, gick han en match mot Thales Leites där vinnaren ryktades skulle få gå en titelmatch mot Anderson Silva. Efter att Marquardt fått två poängs avdrag under matchen hade två av de tre domarna Leites som segrare på poäng och den tredje Marquadt och Leites vann således genom ett oenigt domarbeslut. Efter att ha vunnit tre raka matcher (Martin Kampmann på UFC 88, Wilson Gouveia på UFC 95 och mot Demian Maia på UFC 102) förlorade Marquardt mot Chael Sonnen på UFC 109. Vinnaren av Sonnen och Marquardt skulle få en chans att gå en match om titeln. Han förlorade ytterligare en chans att gå en match om titeln när han förlorade mot Yushin Okami på UFC 122 den 13 november 2010.

## Tävlingsfacit
| Resultat | Facit   | Motståndare        | Metod                                 | Event                                   | Datum             | Rond | Tid   | Plats                   | Noteringar                             |
| -------- | ------- | ------------------ | ------------------------------------- | --------------------------------------- | ----------------- | ---- | ----- | ----------------------- | -------------------------------------- |
| Vinst    | 31-10-2 | Dan Miller         | Domslut (enhälligt)                   | UFC 128: Shogun vs. Jones               | 19 mars 2011      | 3    | 5:00  | Newark, USA             |                                        |
| Förlust  | 30-10-2 | Yushin Okami       | Domslut (enhälligt)                   | UFC 122: Marquardt vs. Okami            | 13 november 2010  | 3    | 5:00  | Oberhausen, Tyskland    |                                        |
| Vinst    | 30-9-2  | Rousimar Palhares  | TKO (slag)                            | UFC Fight Night: Marquardt vs. Palhares | 15 september 2010 | 1    | 3:28  | Austin, USA             |                                        |
| Förlust  | 29-9-2  | Chael Sonnen       | Domslut (enhälligt)                   | UFC 109: Relentless                     | 6 februari 2010   | 3    | 5:00  | Las Vegas, USA          | Fight of the Night                     |
| Vinst    | 29–8–2  | Demian Maia        | KO (slag)                             | UFC 102: Couture vs. Nogueira           | 29 augusti 2009   | 1    | 0:21  | Portland, USA           | Knockout of the Night                  |
| Vinst    | 28–8–2  | Wilson Gouveia     | TKO (knä och slag)                    | UFC 95: Sanchez vs. Stevenson           | 21 februari 2009  | 3    | 3:10  | London, England         |                                        |
| Vinst    | 27–8–2  | Martin Kampmann    | TKO (slag)                            | UFC 88: Breakthrough                    | 6 september 2008  | 1    | 1:22  | Atlanta, USA            |                                        |
| Förlust  | 26–8–2  | Thales Leites      | Domslut (delat)                       | UFC 85: Bedlam                          | 7 juni 2008       | 3    | 5:00  | London, England         | Marquardt fick två poängs avdrag.      |
| Vinst    | 26–7–2  | Jeremy Horn        | Submission (giljotin)                 | UFC 81: Breaking Point                  | 2 februari 2008   | 2    | 1:37  | Las Vegas, USA          |                                        |
| Förlust  | 25–7–2  | Anderson Silva     | TKO (slag)                            | UFC 73: Stacked                         | 7 juli 2007       | 1    | 4:50  | Sacramento, USA         | För UFC:s mellanvikts-titel            |
| Vinst    | 25–6–2  | Dean Lister        | Domslut (enhälligt)                   | UFC Fight Night: Evans vs Salmon        | 25 januari 2007   | 3    | 5:00  | Hollywood, Florida, USA |                                        |
| Vinst    | 24–6–2  | Crafton Wallace    | Submission (Rear-Naked Choke)         | Ortiz vs. Shamrock 3: The Final Chapter | 10 oktober 2006   | 2    | 1:14  | Hollywood, Florida, USA |                                        |
| Vinst    | 23–6–2  | Joe Doerksen       | Domslut (enhälligt)                   | UFC 58: USA vs Canada                   | 4 mars 2006       | 3    | 5:00  | Las Vegas, USA          |                                        |
| Vinst    | 22–6–2  | Ivan Salaverry     | Domslut (enhälligt)                   | Ultimate Fight Night                    | 6 augusti 2005    | 3    | 5:00  | Las Vegas, USA          |                                        |
| Vinst    | 21–6–2  | Izuru Takeuchi     | Teknisk Submission (Rear-Naked Choke) | Pancrase – Spiral 4                     | 1 maj 2005        | 3    | 2:19  | Yokohama, Japan         | Försvarade titeln som King of Pancrase |
| Vinst    | 20–6–2  | Kazuo Misaki       | Domslut (enhälligt)                   | Pancrase – Brave 10                     | 17 november 2004  | 3    | 5:00  | Tokyo, Japan            | Vann titeln som King of Pancrase       |
| Oavgjort | 19–6–2  | Eiji Ishikawa      | Oavgjort                              | Pancrase – Brave 6                      | 22 juni 2004      | 3    | 5:00  | Tokyo, Japan            |                                        |
| Förlust  | 19–6–1  | Ricardo Almeida    | Submission (giljotin)                 | Pancrase – Hybrid 10                    | 30 november 2003  | 1    | 4:53  | Tokyo, Japan            | Förlorade titeln som King of Pancrase  |
| Vinst    | 19–5–1  | Yuji Hisamatsu     | Domslut (enhälligt)                   | Pancrase – Hybrid 8                     | 4 oktober 2003    | 2    | 5:00  | Osaka, Japan            |                                        |
| Vinst    | 18–5–1  | Steve Gomm         | Submission (slag)                     | IFC – Global Domination                 | 6 september 2003  | 1    | 3:28  | Denver, Colorado, USA   |                                        |
| Förlust  | 17–5–1  | Keiichiro Yamamiya | Domslut (enhälligt)                   | Pancrase – 2003 Neo-Blood Tournament    | 27 juli 2003      | 3    | 5:00  | Tokyo, Japan            |                                        |
| Vinst    | 17–4–1  | Izuru Takeuchi     | KO (slag)                             | Pancrase – Hybrid 3                     | 8 mars 2003       | 1    | 1:29  | Tokyo, Japan            | Försvarade titeln som King of Pancrase |
| Vinst    | 16–4–1  | Kiuma Kunioku      | KO (knä)                              | Pancrase – Spirit 9                     | 21 december 2002  | 3    | 4:36  | Tokyo, Japan            | Vann titeln som King of Pancrase       |
| Förlust  | 15–4–1  | Izuru Takeuchi     | Domslut (enhälligt)                   | Pancrase – Spirit 7                     | 29 oktober 2002   | 3    | 5:00  | Tokyo, Japan            |                                        |
| Vinst    | 15–3–1  | Seiki Ryo          | Teknisk Submission (Armbar)           | Pancrase – 2002 Neo-Blood Tournament    | 28 juli 2002      | 1    | 1:37  | Tokyo, Japan            |                                        |
| Vinst    | 14–3–1  | Kazuo Misaki       | TKO (armskada)                        | Pancrase – Spirit 3                     | 25 mars 2002      | 1    | 0:29  | Tokyo, Japan            |                                        |
| Förlust  | 13–3–1  | Kiuma Kunioku      | Domslut (majoritetsbeslut)            | Pancrase – Proof 7                      | 1 december 2001   | 3    | 5:00  | Yokohama, Japan         | Förlorade titeln som King of Pancrase  |
| Vinst    | 13–2–1  | Yuji Hoshino       | Submission (Triangle Choke)           | Pancrase – Proof 6                      | 30 oktober 2001   | 3    | 2:13  | Tokyo, Japan            | Försvarade titeln som King of Pancrase |
| Förlust  | 12–2–1  | Gil Castillo       | Domslut (enhälligt)                   | IFC WC 14 – Warriors Challenge 14       | 18 juli 2001      | 5    | 5:00  | Kalifornien, USA        |                                        |
| Vinst    | 12–1–1  | Masaya Kojima      | Submission (Armbar)                   | Pancrase – Proof 3                      | 13 maj 2001       | 1    | 1:45  | Tokyo, Japan            |                                        |
| Vinst    | 11–1–1  | Hikaru Sato        | Submission (Rear-Naked Choke)         | Pancrase – Proof 2                      | 31 mars 2001      | 1    | 1:53  | Osaka, Japan            |                                        |
| Oavgjort | 10–1–1  | Kiuma Kunioku      | Oavgjort                              | Pancrase – Trans 7                      | 4 december 2000   | 1    | 20:00 | Tokyo, Japan            | Försvarade titeln som King of Pancrase |
| Vinst    | 10–1    | Shonie Carter      | Domslut (enhälligt)                   | Pancrase – 2000 Anniversary Show        | 24 september 2000 | 2    | 3:00  | Yokohama, Japan         | Vann titeln som King of Pancrase       |
| Vinst    | 9–1     | Kiuma Kunioku      | Domslut (enhälligt)                   | Pancrase – 2000 Anniversary Show        | 24 september 2000 | 1    | 10:00 | Yokohama, Japan         |                                        |
| Vinst    | 8–1     | Daiju Takase       | KO (knä)                              | Pancrase – Trans 4                      | 26 juni 2000      | 2    | 1:30  | Tokyo, Japan            |                                        |
| Vinst    | 7–1     | Anthony Washington | Submission (slag)                     | ROF 1 – Ring of Fire 1                  | 18 mars 2000      | 1    | 3:01  | Denver, USA             |                                        |
| Förlust  | 6–1     | Genki Sudo         | Submission (Armbar)                   | Pancrase – Breakthrough 11              | 18 december 1999  | 1    | 13:31 | Yokohama, Japan         |                                        |
| Vinst    | 6–0     | David Harris       | Submission (Rear Naked Choke)         | BRI 4 – Bas Rutten Invitational 4       | 14 augusti 1999   | 1    | 15:01 | USA                     |                                        |
| Vinst    | 5–0     | Josh Groves        | Submission (Triangle Choke)           | BRI 4 – Bas Rutten Invitational 4       | 14 augusti 1999   | 1    | 1:49  | USA                     |                                        |
| Vinst    | 4–0     | Yves Edwards       | Submission (Heel Hook)                | BRI 4 – Bas Rutten Invitational 4       | 14 augusti 1999   | 1    | 3:04  | USA                     |                                        |
| Vinst    | 3–0     | Jose Garcia        | Submission (Rear-Naked Choke)         | RITR – Rumble in the Rockies            | 7 juni 1999       | 1    | 3:32  | Denver, USA             |                                        |
| Vinst    | 2–0     | Josh Medina        | Submission (Arm-Triangle Choke)       | RITR – Rumble in the Rockies            | 7 juni 1999       | 1    | 0:27  | Denver, USA             |                                        |
| Vinst    | 1–0     | Mike Lee           | Submission (Rear-Naked Choke)         | WVF – Durango                           | 17 april 1999     | 2    | 2:13  | Durango, USA            |                                        |

### Webbkällor
- ”Nate Marquardt MMA Record”. sherdog.com. http://www.sherdog.com/fighter/Nate-Marquardt-1712. Läst 31 mars 2011.

### Fotnoter
1. 1 2  ”Nate Marquardt”. UFC.com. Arkiverad från originalet den 26 februari 2009. https://web.archive.org/web/20090226130354/http://uk.ufc.com/NateMarquardt. Läst 13 mars 2009.
2. ↑  ”BRI 4 - Bas Rutten Invitational 4”. Sherdog.com. http://www.sherdog.com/events/BRI-4-Bas-Rutten-Invitational-4-587. Läst 13 mars 2009.
3. ↑  ”Exclusive interview with UFC middleweight Nathan Marquardt”. mmamania.com. http://mmamania.com/2007/01/22/exclusive-interview-with-ufc-middleweight-nathan-marquardt/. Läst 13 mars 2009.
4. 1 2  ”UFC 85: MARQUARDT EYEING LEITES, TITLE SHOT”. mmaweekly.com. Arkiverad från originalet den 5 juni 2008. https://web.archive.org/web/20080605125502/http://www.mmaweekly.com/absolutenm/templates/dailynews.asp?articleid=6417&zoneid=2. Läst 13 mars 2009.
5. ↑  ”Nate "The Great" Marquardt's Mixed martial Arts Statistics”. Sherdog.com. http://www.sherdog.com/fighter/Nate-Marquardt-1712. Läst 13 mars 2009.
6. ↑  ”Dana White: Marquardt-Sonnen Winner Gets Title Shot, Kimbo-Mitrione at UFC 113, Liddell-Ortiz 3 at UFC 115”. mmafrenzy.com. Arkiverad från originalet den 9 februari 2010. https://web.archive.org/web/20100209043217/http://mmafrenzy.com/13068/dana-white-marquardt-sonnen-winner-gets-title-shot-kimbo-mitrione-at-ufc-113-liddell-ortiz-3-at-ufc-115/. Läst 7 februari 2010.